# Brad Case
Brad Case (24 juin 1912, Los Angeles, Californie — 19 mars 2006, Medford, Oregon) était un animateur et réalisateur américain mais il a aussi tenu des rôles d'artiste de layout et de storyboard et de scénariste. Il a travaillé pour plusieurs studios dont les studios Disney et a collaboré avec des personnes telles que Ub Iwerks, Raphael Wolff, Paul Fennell et Larry Harmon.

## Biographie
Brad Case est né le 24 juin 1912 à Los Angeles en Californie. Il commence sa carrière chez Disney comme animateur non crédité sur Bambi (1942). Son premier crédit officiel est le court métrage de Donald Duck The Plastics Inventor (1946). 
Il travaille sur d'autres productions du studio des années 1940 tel que La Boîte à musique et Mélodie du Sud mais quitte le studio peu après.
Il recommence sa carrière d'animateur mais cette fois-ci pour les séries d'animation destinées à la télévision à la fin des années 1950. Durant les années 1960 et 1970, il est animateur ou réalisateur sur plusieurs séries dont The Dick Tracy Show, La Panthère rose, Baggy Pants & the Nitwits (en), What's New, Mr. Magoo?, Les Quatre Fantastiques (en) ou Yogi l'ours.
Dans les années 1980, ce sont des séries comme Transformers, G.I. Joe, Atomas, la fourmi atomique et Jem et les Hologrammes. 
La liste des studios pour lequel il a travaillé de 1934 à 1999 est assez longue : Disney, MGM, Walter Lantz Productions, Tempo, Calvin Company (en), Academy Studios, ERA Productions (en), Hanna-Barbera, United Productions of America (UPA), Warner Bros., Sanrio, DePatie-Freleng Enterprises (DFE, renommé ensuite Marvel Productions), Graz Entertainment (en) et New World.
Il est décédé le 19 mars 2006. Il est le père de Dale Case, réalisateur et animateur sur la série Hé Arnold !

## Filmographie
- 1941 : Le Dragon récalcitrant, effet d'animation
- 1944 : The Plastics Inventor
- 1946 : Pluto au pays des tulipes
- 1946 : Bath Day
- 1946 : La Boîte à musique, effet d'animation
- 1946 : Mélodie du Sud, effet d'animation